# Хосе Флоридабланка
Хосе Моньїно-і-Редондо, 1-й граф Флоридабланка (ісп. José Moñino y Redondo, conde de Floridablanca; 21 жовтня 1728 — 30 грудня 1808) — іспанський державний і політичний діяч, державний секретар (голова уряду) Іспанії за часів правління королів Карла III та Карла IV.

## Державна діяльність
Був типовим представником освіченого абсолютизму. На посту голови уряду сприяв зростанню економіки та статків населення, підтримував діячів науки, мистецтва й освіти. Також він захищав церкву, але тільки за умови її підпорядкування державному абсолютизму.
Був палким противником ордена єзуїтів, у зв'язку з чим 1772 року був відряджений до папи Климента XIV. Вплив Моньїно на папу призвів до видання знаменитої булли «Dominus ас redemptor noster» (16 серпня 1773), що ліквідувала орден єзуїтів.
Очоливши уряд опікувався будівництвом доріг і каналів, сприяв розвитку сільського господарства й торгівлі, заснував Національний банк. Французька революція призвела до того, що Флоридабланка почав вживати вкрай деспотичних заходів, щоб уберегти Іспанію від подій, подібних до французьких. Він значно зблизився з Португалією, уклав торговий договір з турецьким султаном і політичний — з Гайдаром Алі проти англійців. У війні проти останніх виявив значні дипломатичні здібності. Після бомбардування Алжира йому вдалось придушити піратство в Середземному морі й Атлантичному океані. Встановив вільну торгівлю з Америкою. Наприкінці свого врядування фактично був усунутий від внутрішніх справ.